# Fides (maatschappij)
Fides ("trouw") was een belangrijk concept in een agrarische gemeenschap zoals die van het oude Rome.
De fides werd dan ook gepatroneerd door Fides of Semo Sancus Dius Fidus, die misschien een afsplitsing van Jupiter was, die als Iuppiter Feretrius (met heiligdom op het Capitool) de fetiales (Romeinse diplomaten) patroneerde.
Hoewel de Romeinse religie haar goden zelden laat optreden in de ethiek, waken de goden over de fides waar een agrarische maatschappij, zonder geschreven documenten of andere zekerheden, op staat of valt.
We vinden fides terug bij de eerder genoemde fetiales, maar ook bij de verhouding patronus-cliens (amicitas et fides), Fides Publica Populi Romani (Loyaliteit aan de Romeinse staat), fiducia, bonafide (term gebruikt in geval van verdenking van verborgen gebreken) en in enkele vormen van persoonlijke zekerheid: fidepromissio of fideiusso.